# Emmure
Emmure es una banda estadounidense de deathcore, metalcore, djent y nu metal formada en 2003 en New Fairfield, Connecticut. Actualmente la banda reside en Queens, Nueva York y cuenta con siete álbumes de estudio. En 2006 publicaron un E.P. llamado The Complete Guide to Needlework y en 2007 publicaron su primer álbum de larga duración, titulado Goodbye to the Gallows. En 2008 salió a la venta su segundo álbum: The Respect Issue, y su tercer álbum, Felony, en 2009. Speaker of the Dead (2011) fue su cuarto álbum. En 2012 publicaron el quinto álbum de estudio llamado Slave to the game. En 2014 dieron a conocer su sexto álbum titulado Eternal Enemies y, finalmente, su más reciente material: Look at yourself (2017).
Victory Records ha trabajado con la banda durante la mayor parte de su carrera, comenzando con Goodbye to the Gallows (2007). Sus álbumes segundo, tercero y cuarto The Respect Issue (2008), Felony (2009) y Speaker of the Dead (2011) también se distribuyeron a través de Victory. Después de que expiró el contrato inicial de cuatro álbumes de la banda con Victory, firmaron nuevamente con Victory para distribuir sus quinto y sexto álbumes de estudio Slave to the Game (2012) y Eternal Enemies (2014) también. Sin embargo, después de nueve años de haber firmado con la etiqueta, Emmure dejaría Victory en 2016 para firmar con SharpTone. El séptimo álbum de Emmure, titulado Look at Yourself, fue lanzado el 3 de marzo de 2017.
El vocalista de la banda, Frankie Palmeri, es el único miembro original restante y ha sido objeto de cierta controversia a lo largo de los años. Su personalidad ha hecho que la banda sea única de otros actos en el género, y los críticos han descrito su actitud de "no joder" como un punto de vista entretenido para la banda.

## Historia

### Primeros años
Emmure se inició en 2003. Frankie Palmeri (de Queens, Nueva York) conoció a Joe y Ben Lionetti (de New Fairfield, Connecticut) a través de un tablero de mensajes de Internet. Palmeri luego viajó a Connecticut para comenzar los ensayos juntos. El bajista Dan Steindler y el guitarrista Jesse Ketive, residentes de New Fairfield y Queens, respectivamente, se unieron cuando los tres comenzaron otra búsqueda de reclutamiento de miembros. La banda se llamó a sí mismos "Emmure", siendo una referencia al acto de inmovilización, que es una forma de ejecución. En 2004, el bajista Steindler dejó la banda y luego fue reemplazado por Mark Davis, que marcó el primer cambio de formación en la banda.  Ketive estuvo anteriormente en la banda Warfix, en la que tocaba la guitarra junto a Sean Murphy y Mike Kaabe de Endwell (Kaabe eventualmente se unió al propio Emmure en abril de 2009) y Bryan Goldsman de Southside Panic (y coproductor de Felony). La banda grabó algunas cintas de demostración y tocó en conciertos locales en el área de Nueva York de 2003 a 2005. Palmeri proclamó que en 2005, la banda "comenzó a ponerse más seria".

### Victory Records firma y gira (2007-2012)
En 2008, la banda terminó una gira en los 48 estados más bajos de Estados Unidos apoyando Misery Signals, August Burns Red y Burn Down Rome. Ese verano lo pasó en su gira principal con Endwell, On Broken Wings, Ligeia, Recon, Unite and Conquer, Carnifex y otros. El 1 de mayo de 2009, los rumores sobre la salida de los hermanos Lionetti de la banda, debido al conflicto entre los miembros, fueron confirmados en un comunicado de Joe Lionetti. [7] Según su página en el sitio web de Victory Records, Emmure encontró un nuevo guitarrista y baterista en Mike Mulholland y Michael Kaabe, respectivamente. Mike Kaabe anteriormente jugó con Warfix, Hulk Blood y Endwell y también es el hermanastro del guitarrista de Emmure Jesse Ketive. El 20 de junio de 2009, el video musical de "False Love in Real Life" se transmitió en Headbanger's Ball de MTV, dirigido por Frankie Nasso. Nasso dirigió previamente el video a "Sound Wave Superior" también. [8] Emmure completó su tercer álbum de estudio, Felony, lanzado el 18 de agosto de 2009 en Victory Records. El álbum, del cual, supuestamente está inspirado en un evento real en el que el vocalista Frankie Palmeri agredió a su mejor amigo al "golpearlo en la cabeza con una botella", lo que resultó en el arresto de Palmeri. [9] Tras el lanzamiento del álbum, Emmure fue anunciado como uno de los grupos que se presentarán en el Warped Tour de 2010, así como en The Bamboozle. El grupo fue incluido en el encabezado de Attack Attack! This Is a Family Tour junto a Of Mice & Men, Pierce the Veil y In Fear and Faith. Se embarcaron en la gira Imprudente e implacable con Asking Alexandria, Chiodos, Miss May I, Evergreen Terrace y Lower than Atlantis, ¡y se han unido a Never Say Die! gira por Europa junto con Parkway Drive, Comeback Kid, Bleeding Through, War From a Harlots Mouth, Your Demise y We Came as Romans. Emmure lanzó su próximo álbum, Speaker of the Dead, el 15 de febrero de 2011. El 18 de enero de 2011, Emmure lanzó un sencillo del álbum Demons with Ryu en iTunes. [10] El 9 de febrero de 2011, se estrenó el video musical de "Solar Flare Homicide". [11] Speaker of the Dead debutó en el número 68 en el Billboard 200 y en el número 11 en los mejores álbumes independientes. Hicieron una gira en la gira The Mosh Lives con Visions, We Set the Sun, Iwrestledabearonce, War from a Harlots Mouth y Winds of Plague en Europa. El grupo también encabezó el All Stars Tour en el verano de 2011 con Alesana, Blessthefall, The Ghost Inside, In This Moment, Motionless in White y muchas otras bandas. La banda también encabezó la gira Never Say Die con Vanna, The Human Abstract, As Blood Runs Black, The Word Alive, Deez Nuts y Suicide Silence. En octubre de 2011, el baterista Mike Kaabe fue despedido de la banda después de múltiples conflictos con los miembros de la banda, así como con el gerente de la banda. [12] El 4 de enero de 2012, el guitarrista Jesse Ketive confirmó que la banda comenzó a grabar su quinto álbum con el productor Joey Sturgis, [13] quien produjo su lanzamiento anterior Speaker of the Dead. Cuatro días después de esto, Lambgoat reveló que el exbatería de Bury Your Dead y Crossfade Mark Castillo se había unido a Emmure para la grabación de su quinto largometraje. [14] Más tarde, Castillo confirmó que dejaría Crossfade para tocar el tambor para Emmure a tiempo completo. [15] Se anunció que el álbum se titularía Slave to the Game y se lanzaría el 10 de abril de 2012. Antes de la grabación de Slave to the Game, Emmure volvió a firmar con Victory Records después de la expiración de su contrato anterior de cuatro álbumes. [16] El 3 de febrero de 2012, Emmure lanzó un video para "Drug Dealer Friend". [17] El 7 de marzo de 2012, la banda lanzó su primer sencillo de Slave to the Game, titulado "Protoman", que luego fue lanzado digitalmente, simultáneamente con el segundo sencillo del álbum "I Am Onslaught". [18] Más tarde se filmó y lanzó un video para "Protoman". El 25 de mayo de 2012, se anunció que la banda estaba filmando un video para la canción "MDMA", convirtiéndose así en el tercer sencillo de Slave to the Game. [19] Slave to the Game fue recibido positivamente por los críticos, sin embargo, Palmeri ha criticado fuertemente el álbum insistiendo en que es un fracaso comercial. En una entrevista de 2017, declaró: “Las canciones apestan. Simplemente no es bueno. Ninguno de los riffs es bueno. Simplemente no me gusta. Me siento mal porque dejé que ese registro suceda ”[20].

### Éxito continuo (2012-2015)
Del 13 de julio al 28 de agosto de 2012, Emmure participó en el "Festival Trespass America" de Metal Hammer, encabezado por Five Finger Death Punch con el apoyo adicional de Battlecross, God Forbid, Pop Evil, Trivium y Killswitch Engage. [21] La banda también confirmó que habían vuelto a firmar con Victory Records para su sexto álbum, que se grabará a finales de 2013 con un lanzamiento previsto para la primavera de 2014. [22] El 18 de febrero, anunciaron el lanzamiento de su sexto álbum, Eternal Enemies, que se lanzará a través de Victory Records el 15 de abril de 2014. [cita requerida] Se anunció oficialmente el 2 de julio que el baterista Castillo dejó la banda "amistosamente circunstancias ". [23] El mismo mes, el rapero Riff Raff lanzó un remix de su canción" 2 Girls 1 Pipe "que presenta a Frankie Palmeri. [24] Emmure también apoyó a Parkway Drive en su gira europea Atlas 2012 con The Word Alive y Structures también se unió a ellos Del 11 de noviembre al 12 de diciembre. La banda también participó en todo el Rockstar Energy Mayhem Festival en 2014 con bandas como Avenged Sevenfold, Korn, Cannibal Corpse, Suicide Silence, Trivium, Asking Alexandria , Miss May I, Veil of Maya, Upon A Burning Body y Conteo de Cuerpos. El 20 de noviembre de 2014, Emmure comenzó su gira principal en Estados Unidos, la Eternal Enemies Tour. En apoyo estaban The Acacia Strain, Fit for a King, Kublai Khan y Sylar. La gira finalizó el 21 de diciembre de 2014 en Nueva York. Originalmente, Stray from the Path estaba programado para aparecer en la gira, pero se retiró semanas antes de su comienzo para permitirles terminar un próximo álbum. Se anunció simultáneamente que Sylar tomaría su lugar en la gira. El Eternal Enemies Tour fue muy esperado debido al hecho de que Emmure y The Acacia Strain alguna vez tuvieron una pelea bien publicitada en 2009, que desde entonces se ha enfriado, y ambos encabezaron la gira. El antiguo feudo de las dos bandas a menudo fue parodiado por carteles promocionales de la gira, que incluían un proyecto de ley y un video teaser que anunciaban que la gira era "Emmure vs. The Acacia Strain". [25] En febrero de 2015, Emmure y Suicide Silence hicieron una gira conjunta en los Estados Unidos con el apoyo de Within the Ruins y Fit for an Autopsy. Sin embargo, el vocalista Palmeri dañó su voz y no pudo presentarse en una etapa de la gira. Sin embargo, pudo volver a cantar nuevamente el 13 de marzo. También se anunció una gira europea con Caliban, Thy Art Is Murder y Sworn In. Pero se canceló porque Palmeri todavía tenía laringitis por reflujo aguda y crónica severa y una cuerda vocal izquierda débil. Emmure comenzó a recorrer nuevamente en septiembre con Hatebreed en el GhostFest del Reino Unido. Además de dos espectáculos principales en San Petersburgo y Moscú, Rusia, con Born of Osiris como apoyo. En octubre de 2015, Emmure originalmente iba a apoyar a All That Remains y We Came as Romans en la gira Hardrive Live Fallout. Pero debido a problemas personales dentro de la banda, Emmure dejó la gira.

### Salida de la formación, nuevos miembros y Look at Yourself (2015-2018)
El 22 de diciembre de 2015, fuentes masivas, como Alternative Press y Lambgoat, informaron que todos los miembros, excepto el vocalista Frankie Palmeri, se habían separado del grupo. Existe un debate conflictivo sobre el motivo de la salida de los miembros. El bajista veterano Mark Davis anunció que estarían formando un proyecto propio, y declaró en otra entrevista que la razón de la salida de los miembros de Emmure implicó que Palmeri no dejara que la banda tocara una línea de espectáculos programados en Estados Unidos, concluyó esto diciendo: "Si alguien te está desanimando o te está reteniendo de todo tu potencial, es hora de eliminarlo, sin importar cuánto lo ames". Palmeri, por otro lado, declaró en una entrevista con Blabbermouth; "Para mí, perdieron la pasión por jugar en Emmure hace mucho tiempo". Meses después, Palmeri reveló la nueva alineación de Emmure durante un show de regreso en Oberhausen, Alemania, que incluye a miembros actuales y pasados de Glass Cloud y el ahora desaparecido Tony Danza Tapdance Extravaganza. Emmure anunció su salida de Victory Records el 13 de octubre de 2016 y firmó con SharpTone Records, al tiempo que lanzó el primer sencillo "Torch" de su próximo álbum, titulado Look at Yourself. [32] El 16 de diciembre de 2016, la banda lanzó "Russian Hotel Aftermath", el segundo sencillo. Emmure estuvo de gira en 2017, la banda apoyó After the Burial en su gira Carry the Flame junto a Fit for a King, Fit for An Autopsy e Invent, Animate en el invierno de 2017. Emmure también tocó en todo el Vans Warped Tour 2017, el banda apareció en el Monster Energy Stage. Emmure también regresó a Europa en el otoño de 2017, tocando en la gira Never Say Die. Encabezaron la gira junto a Deez Nuts y Chelsea Grin. Kublai Khan, Sworn In, Polaris y Lorna Shore se unieron como apoyo en la gira. Emmure regresó a Australia en febrero de 2018, ya que apoyaron a Thy Art is Murder en su cabeza de cartel con Fit for an Autopsy y Justice for the Damned también completando la alineación. [35] La banda también hizo una carrera corta en Japón durante febrero. [36] Emmure hizo un cabeza de cartel en los EE. UU. En la primavera de 2018, Counterparts, King 810 y Varials se unieron a la gira como apoyo principal. Emmure se abrió para Thy Art is Murder una vez más en la gira de European Death Dealers. Miss May I y Knocked Loose también formaron parte de la alineación. [37] En el otoño de 2018, Emmure y Stick to Your Guns encabezaron una gira durante todo el otoño de 2018. Wage War and Sanction se unieron a la alineación como apoyo.

### Octavo álbum de estudio (2019-presente)
En la primavera de 2019, Emmure encabezó otra gira europea una vez más con Rise of the North Star, Obey the Brave, Fit for A King y Alpha Wolf. [38] El vocalista Frankie Palmeri confirmó mediante un tuit el 19 de agosto de 2019 que la banda había ingresado al estudio para comenzar a grabar su octavo álbum de larga duración. [39] La banda se encuentra actualmente de gira con As I Lay Dying en su gira Shaped by Fire con After the Burial. [40] Emmure se abrirá para As I Lay Dying una vez más, esta vez en Europa con Whitechapel y Une Misère uniéndose a la alineación. [41] El 31 de octubre, la banda lanzó un nuevo sencillo "PIGS EAR" y también tuiteó "HINDSIGHT IS 2020" [42]

## Discografía
Álbumes de estudio
- 2007: Goodbye to the Gallows
- 2008: The Respect Issue
- 2009: Felony
- 2011: Speaker of the Dead
- 2012: Slave to the Game
- 2014: Eternal Enemies
- 2017: Look at Yourself
- 2020: Hindsight